# Аль-Хаят
Аль-Хаят (араб. الحياة‎ —  Жизнь‎) — одна из ведущих ежедневных панарабских газет с тиражом около 200 000 экземпляров. Основана в Бейруте в 1946 году.
Газета печатается в Лондоне, Нью-Йорке, Франкфурте, Дубае, Эр-Рияде, Джидде, Даммаме, Бейруте и Каире. Распространяется в большинстве арабских стран.
Девиз газеты — «Жизнь — акида и джихад» (араб. إن الحياة عقيدة وجهاد‎), взятый из стихотворения Ахмеда Шауки.

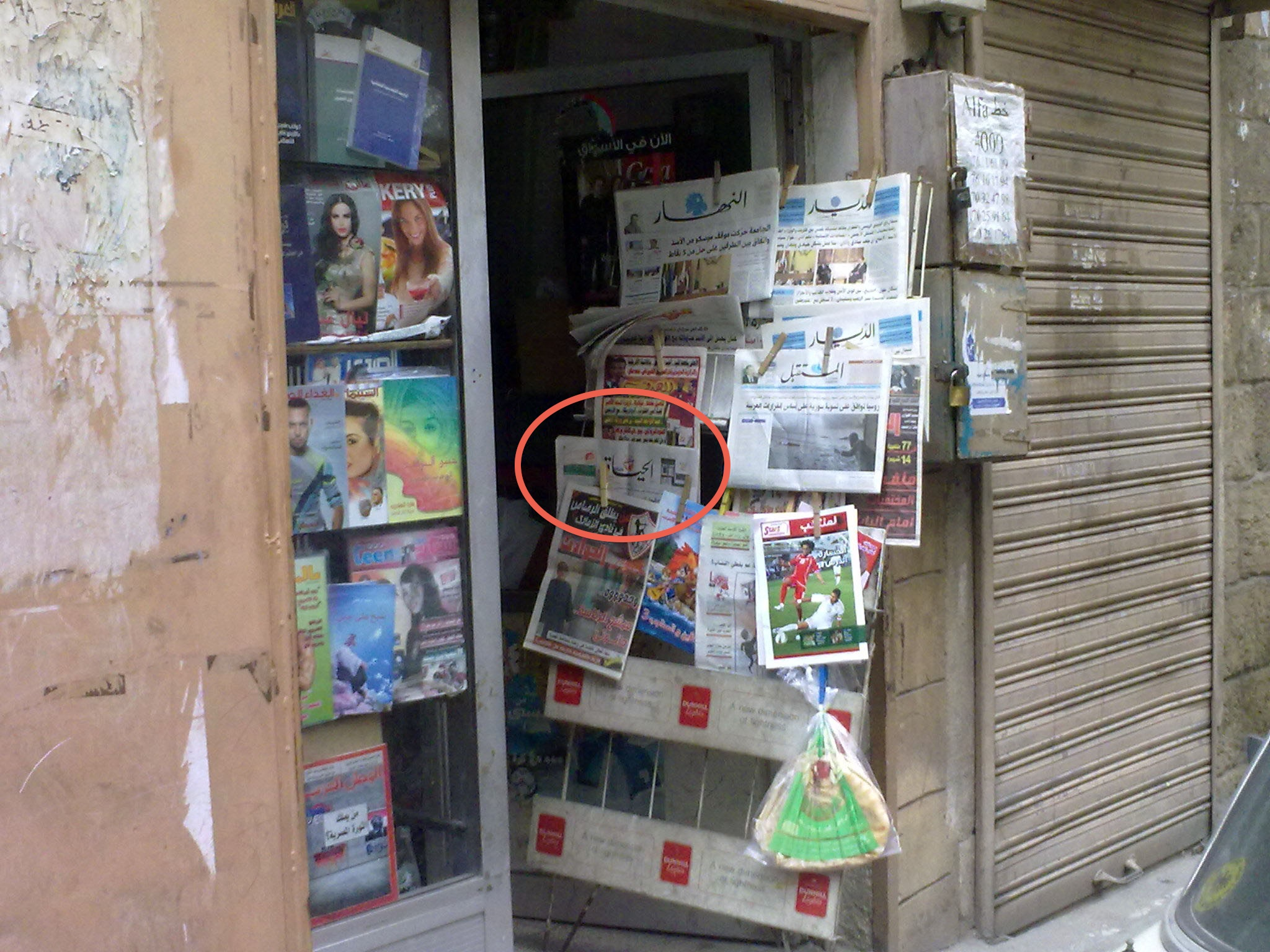
Аль-Хаят в Триполи, Ливан, 2012

## История
Газета была основана ливанским шиитом Камелем Морвой в Бейруте. Первый номер газеты был выпущен в Ливане 28 января 1946 года.
Газета была закрыта в 1976 году перед войной в Ливане. A 2005 article in the same paper described Al-Hayat as a «decidedly Arab nationalist paper».>
В 1988 году газета была выпущена вновь Джамилем Мровой и Аделем Биштави., и была куплена саудовским принцем Халидом бин Султаном.
В 1997 году газета открыла офис в Иерусалиме. Тираж газеты достиг 200 000. В январе 1997 года в офисы газеты в Лондоне, Эр-Рияде и Нью-Йорк были высланы не менее 14 бомб.
В Саудовской Аравии газета дважды (в 2002 и 2007 годах) попадала под запрет на короткие сроки из-за своих публикаций.

## Сегодня
Сегодня Аль-Хайат — часть крупной организации Дар аль-Хаят (араб. دار الحياة‎ (www.daralhayat.com), которая включает в себя три издания: Аль-Хаят (ежедневное международное издание), Аль-Хаят KSA (еженедельное саудовское издание) published и женский журнал Ляха (араб. لها‎ «Для неё»).